# Зарічненська селищна рада
Зарі́чненська се́лищна ра́да — орган місцевого самоврядування в Зарічненському районі Рівненської області. Адміністративний центр — селище міського типу Зарічне.

## Загальні відомості
- Зарічненська селищна рада утворена в 1940 році.
- Територія ради: 105,877 км²
- Населення ради: 7 944 особи (станом на 2001 рік)
- Територією ради протікає річка Стир.

## Населені пункти
Селищній раді підпорядковані населені пункти:
- смт Зарічне
- с. Іванчиці
- с. Чернин

## Склад ради
Рада складається з 26 депутатів та голови.
- Голова ради: Ломако Володимир Олександрович
- Секретар ради: Пронькіна Наталія Станіславівна

### Керівний склад попередніх скликань
| Прізвище, ім'я, по батькові  | Основні відомості                                                | Дата обрання | Дата звільнення |
| ---------------------------- | ---------------------------------------------------------------- | ------------ | --------------- |
| Костюкович Степан Григорович | Селищний голова, 1956 року народження, освіта вища, безпартійний | 26.03.2006   | 31.10.2010      |
| Костюкович Степан Григорович | Селищний голова, 1956 року народження, освіта вища, безпартійний | 31.10.2010   |                 |

Примітка: таблиця складена за даними сайту Верховної Ради України

### Депутати
За результатами місцевих виборів 2010 року депутатами ради стали:

#### За суб'єктами висування
| Суб'єкт висування                         | Кількість обраних депутатів | %    |
| ----------------------------------------- | --------------------------- | ---- |
| Самовисування                             | 17                          | 53,1 |
| Українська Народна Партія                 | 8                           | 25   |
| Партія промисловців і підприємців України | 4                           | 12,5 |
| Партія регіонів                           | 2                           | 6,3  |
| Політична партія «Наша Україна»           | 1                           | 3,1  |

#### За округами
| № округу                                  | Прізвище, ім'я, по батькові        | Дата визнання обраним | Освіта  | Партійна приналежність                         | Відомості про обраного депутата                                                |
| ----------------------------------------- | ---------------------------------- | --------------------- | ------- | ---------------------------------------------- | ------------------------------------------------------------------------------ |
| Партія промисловців і підприємців України |                                    |                       |         |                                                |                                                                                |
| 9                                         | Диковицький Едуард Іванович        | 01.11.2010            | середня | член Партії промисловців і підприємців України | підприємець                                                                    |
| 11                                        | Шостакевич Надія Василівна         | 01.11.2010            | вища    | член Партії промисловців і підприємців України | Зарічненська районна рада, головний спеціаліст                                 |
| 17                                        | Шостакевич Віктор Олександрович    | 01.11.2010            | середня | позапартійний                                  | підприємець                                                                    |
| 27                                        | Костюкович Тамара Іванівна         | 01.11.2010            | вища    | член Партії промисловців і підприємців України | Іванчицька загальноосвітня школа І-ІІ ст., вчитель                             |
| Партія регіонів                           |                                    |                       |         |                                                |                                                                                |
| 28                                        | Ковалевич Інна Іванівна            | 01.11.2010            | середня | позапартійна                                   | КЗ «Зарічненська ЦРЛ», сестра-господарка                                       |
| 30                                        | Чекун Марія Володимирівна          | 01.11.2010            | вища    | член Партії регіонів                           | Зарічненська райспоживспілка, головний бух галтер                              |
| Політична партія «Наша Україна»           |                                    |                       |         |                                                |                                                                                |
| 5                                         | Добішук Надія Оверкіївна           | 01.11.2010            | вища    | позапартійна                                   | Іванчицька загальноосвітня школа І-ІІ ст., вчитель                             |
| Українська Народна Партія                 |                                    |                       |         |                                                |                                                                                |
| 3                                         | Ковтунович Олександр Іванович      | 01.11.2010            | вища    | член Української Народної Партії               | ДЗ «Зарічненська районна санепідемстанція», помічник санітарного лікаря        |
| 19                                        | Бабич Тамара Володимирівна         | 01.11.2010            | вища    | член Української Народної Партії               | Зарічненський НВК «загальноосвітня школа І ст. — гімназія», вчитель            |
| 21                                        | Полюхович Анатолій Васильович      | 01.11.2010            | вища    | член Української Народної Партії               | Управління праці та соціального захисту населення, перший заступник начальника |
| 22                                        | Кидун Георгій Григорович           | 01.11.2010            | вища    | член Української Народної Партії               | Зарічненська РДА, черговий                                                     |
| 23                                        | Горегляд Андрій Вікторович         | 01.11.2010            | вища    | член Української Народної Партії               | підприємець                                                                    |
| 25                                        | Чекун Ніна Володимирівна           | 01.11.2010            | вища    | позапартійна                                   | Зарічненський дитячий садок, вихователь                                        |
| 26                                        | Кох Микола Миколайович             | 01.11.2010            | вища    | член Української Народної Партії               | ЗАТ Ей-І-Ес Рівнеенерго, диспетчер                                             |
| 29                                        | Ломако Володимир Пилипович         | 01.11.2010            | вища    | член Української Народної Партії               | тимчасово не працює                                                            |
| Самовисування                             |                                    |                       |         |                                                |                                                                                |
| 1                                         | Чугаєвська Світлана Сергіївна      | 01.11.2010            | вища    | позапартійна                                   | Зарічненська ШБД-6, заступник начальника                                       |
| 2                                         | Повх Лариса Андріївна              | 01.11.2010            | вища    | позапартійна                                   | КЗ «Зарічненська ЦРЛ», оператор ЕОМ                                            |
| 4                                         | Бокій Сергій Миколайович           | 01.11.2010            | вища    | позапартійний                                  | підприємець                                                                    |
| 6                                         | Максимчук Віктор Йосипович         | 01.11.2010            | вища    | позапартійний                                  | підприємець                                                                    |
| 7                                         | Бокій Володимир Миколайович        | 01.11.2010            | вища    | член Політичної партії «Наша Україна»          | Будинок учнівської молоді, керівник гуртків                                    |
| 8                                         | Сапега Валентина Володимирівна     | 02.01.2011            | вища    | позапартійна                                   | Приватне підприємство «Уксперн-Рівне-Земля», директор                          |
| 10                                        | Полюхович Анатолій Васильович      | 02.01.2011            | вища    | член Всеукраїнського об'єднання «Свобода»      | ТОВ «Поліссябудсервіс», виконроб                                               |
| 12                                        | Костюкович Оксана Олександрівна    | 01.11.2010            | вища    | позапартійна                                   | Зарічненський НВК «загальноосвітня школа І ст. — гімназія», вчитель            |
| 13                                        | Пронькіна Наталія Станіславівна    | 01.11.2010            | вища    | позапартійна                                   | Зарічненська селищна рада, секретар                                            |
| 14                                        | Костюкович Семен Якович            | 02.01.2011            | вища    | позапартійний                                  | пенсіонерсмт Зарічне, вул. Харківця, 7                                         |
| 15                                        | Кулачок Світлана Станіславівна     | 01.11.2010            | вища    | позапартійна                                   | Управління Держкомзему, головний спеціаліст                                    |
| 16                                        | Холодько Андрій Леонтійович        | 01.11.2010            | вища    | позапартійний                                  | Зарічненський НВК «загальноосвітня школа І ст. — гімназія», вчитель            |
| 18                                        | Гуринович Людмила Григорівна       | 01.11.2010            | вища    | член Партії Зелених України                    | Страхова група «ТАС», керуюча                                                  |
| 20                                        | Конопліцький Валентин Анатолійович | 01.11.2010            | вища    | позапартійний                                  | Зарічненська РДА, керівник апарату РДА                                         |
| 24                                        | Полюхович Галина Миколаївна        | 01.11.2010            | вища    | позапартійна                                   | Зарічненська загальноосвітня школа ІІ-ІІІ ст., вчитель                         |
| 31                                        | Гордієвський Юрій Миколайович      | 01.11.2010            | вища    | позапартійний                                  | Національна акціонерна страхова компанія «Оранта», інспектор                   |
| 32                                        | Чепура Яків Пилипович              | 01.11.2010            | середня | член Всеукраїнського об'єднання «Батьківщина»  | фермерське господарство «Вербівка», голова                                     |